# انریکو ماریا سالرنو
انریکو ماریا سالرنو (ایتالیایی: Enrico Maria Salerno؛ ‏ ۱۸ سپتامبر ۱۹۲۶ – ۲۸ فوریهٔ ۱۹۹۴) بازیگر، کارگردان، صداپیشه و فیلم‌نامه‌نویس اهل ایتالیا بود.

## زندگی‌نامه
پس از یک همکاری کوچک با تئاتر کوچک شهر میلان از سال ۱۹۵۴ تا ۱۹۵۵ با تئاتر شهر جنوا با نمایش‌های اقتباسی موفقی از کسانی چون ژان ژیرودو، ویتوریو آلفیری، لوئیجی پیراندلو، ویلیام شکسپیر و فئودور داستایوفسکی را اجرا کرد.
در سال ۱۹۷۰ اولین فیلم خود را که یک درام عشقی بود تهیه کرد که برنده جایزه شد.
از فیلم‌های او می‌توان به زنی دست دوم، اعتراض عمومی، برهنه می‌بینم، مرگ در لاردو پرسه می‌زند، از روی درماندگی، جولیا، از روی درماندگی، جولیا، سا ایرا - رودخانه شورش، تعطیلات آخر هفته، به سبک ایتالیایی، عشق‌های من، یک ماجرای ایدئال، شهر قمار، هیکل دختر زیبا، زندگی خشن، شب غیرعادی، پری‌ها، قدیمی‌ترین حرفه و کشیش متأهل اشاره کرد.